# Kwas chlorowy
Kwas chlorowy (nazwa Stocka: kwas chlorowy(V)), HClO
3 – nieorganiczny związek chemiczny z grupy kwasów tlenowych. Istnieje wyłącznie w postaci roztworów wodnych o maksymalnym stężeniu 40% (m/V).

## Właściwości
Jest to kwas o dużej mocy, o silnych właściwościach utleniających. W kontakcie ze śladowymi ilościami substancji organicznych wybucha.

## Otrzymywanie
Kwas chlorowy można otrzymać przez dodanie kwasu siarkowego do wodnego roztworu chloranu baru (wytrąca się wtedy nierozpuszczalny siarczan baru):
Ba(ClO
3)
2 + H
2SO
4 → BaSO
4↓ + 2HClO
3
Kwas chlorowy powstaje też jako produkt dysproporcjonowania kwasu podchlorawego. Można też otrzymać go przez rozpuszczenie w wodzie dwutlenku chloru:
2ClO
2 + H
2O → HClO
2 + HClO
3

## Sole kwasu chlorowego
Sole kwasu chlorowego to chlorany. Są one silnymi utleniaczami. Najbardziej znany jest chloran potasu (tzw. sól Bertholleta).